# Contumazá
Contumazá é uma cidade do Peru, situada na região do  Cajamarca. Capital da província homônima, sua população em 2017 foi estimada em 3.248 habitantes.